# Aspeå
Aspeå is een plaats in de gemeente Nordmaling in het landschap Ångermanland en de provincie Västerbottens län in Zweden. De plaats heeft 86 inwoners (2005) en een oppervlakte van 52 hectare.